# Magnetremsa

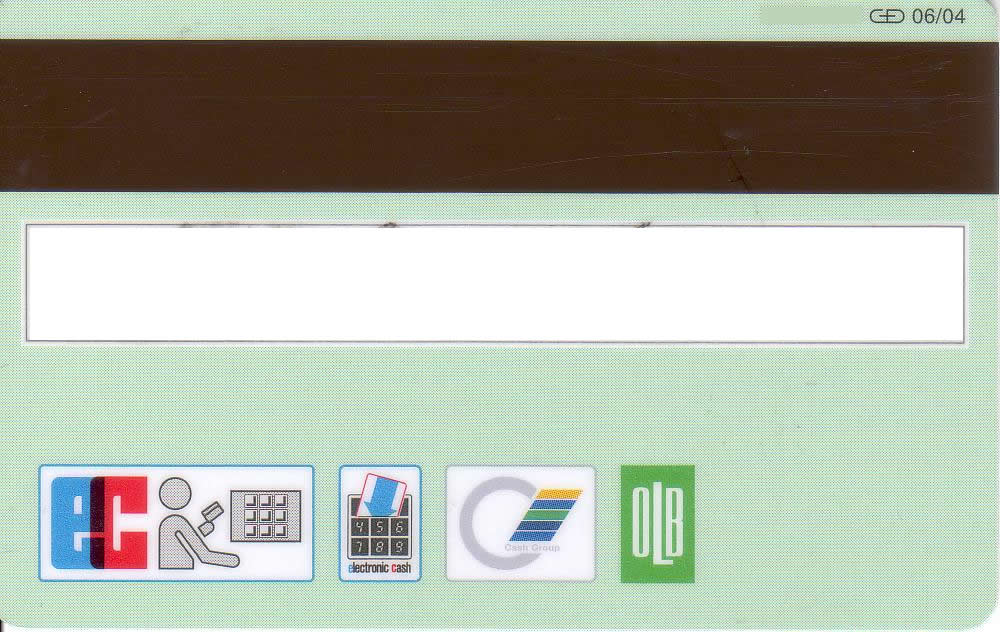
Magnetremsa på ett kreditkort

Magnetremsa är en tunn film som kan lagra logiska 1:or och 0:or, används till exempel på kreditkort och passerkort. Samma material används i VHS- och bandkassetter.